# Szántay Lajos
Szántay Lajos (Arad, 1872. február 20. –‎ Arad, 1961. március 8.) építész, Arad egyik legjelesebb műépítésze, számos középület (Kultúrpalota, Bohus-palota, Szántay-palota, lutheránus-evangélikus templom) tervezője, jeles közéleti személyiség, a református egyházközösség gondnoka.

## Életpályája

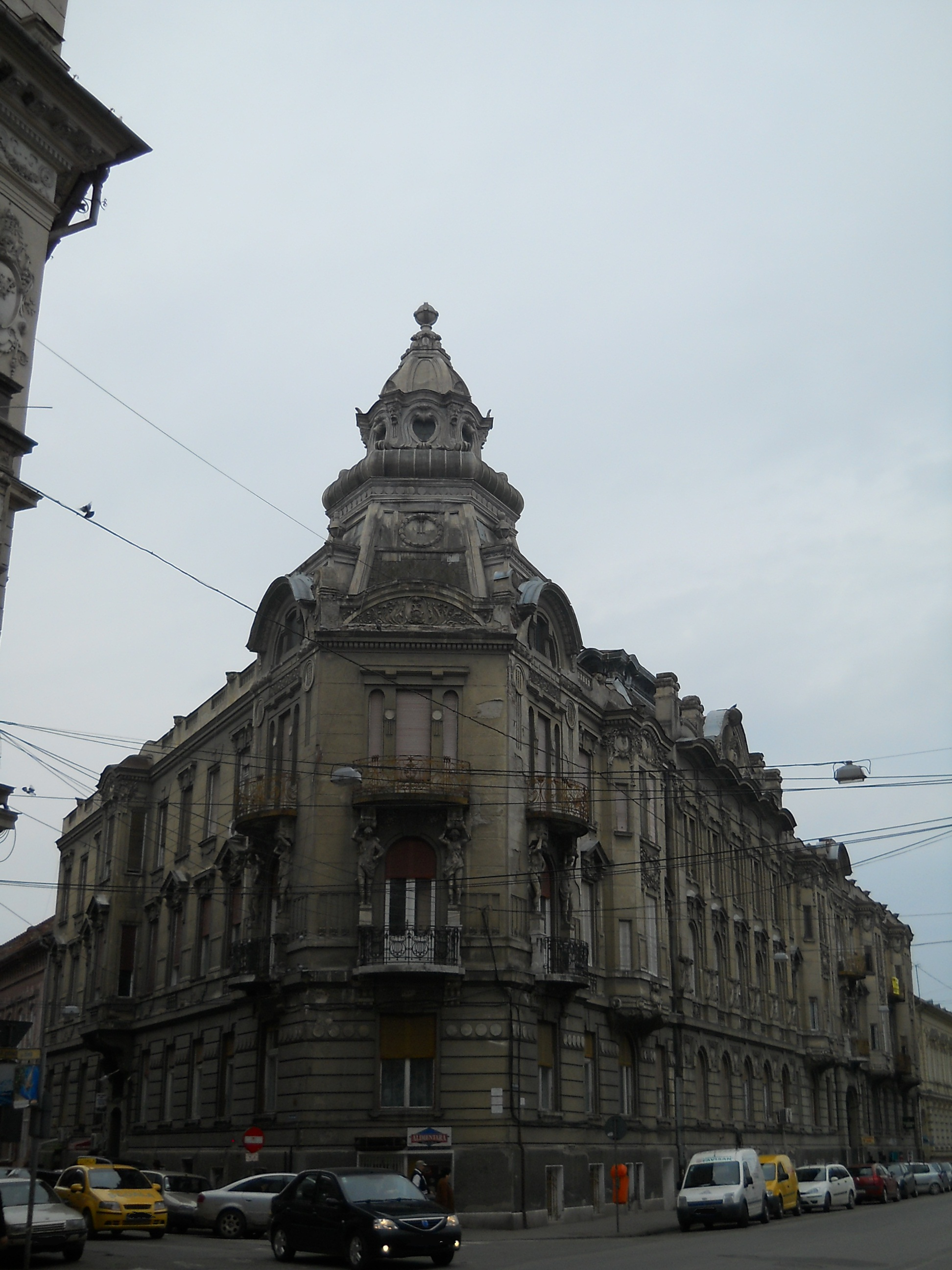
Szántay-palota

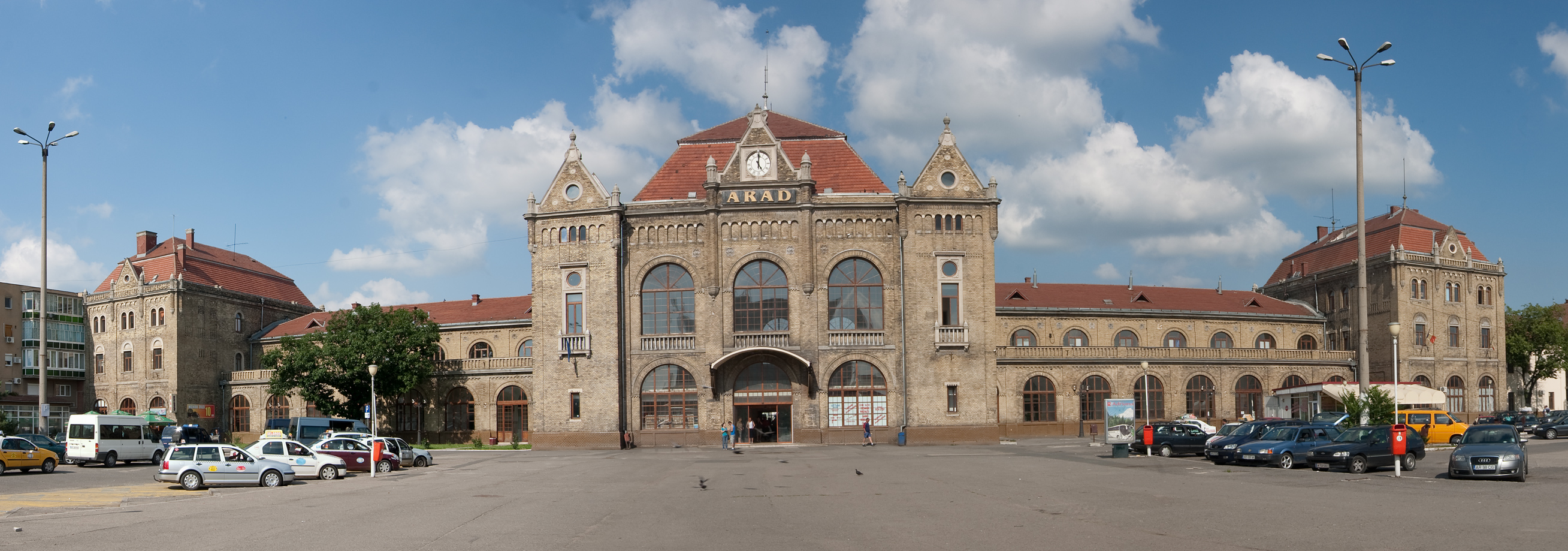
Aradi vasútállomás

Középiskoláit Budapesten, felsőfokú tanulmányait pedig Zürichben végezte. Építészpályáját a magyar fővárosban kezdte, de 1902-ben, édesanyja halála után Aradon nyitott tervezőirodát. Szülővárosában több, ma is létező középületet tervezett.
Az 1920-as román hatalomátvétel után közel egy évtizedig nem kapott tervezési engedélyt Bukarestből, később pedig főleg ipari létesítmények tervezését bízták rá. Műépítészként dolgozott haláláig.

## Emlékezete
2011-ben, halálának 50. évfordulóján emléktáblát avattak tiszteletére a népnyelv által Szántay-palotaként emlegetett bérház falán. A  Kultúrpalota felavatásának centenáriumán, 2013-ban szintén emléktáblát helyeztek el az épület előcsarnokában. Születésének 145. évfordulóján az aradi önkormányzat Szántay-szobor felállításáról döntött.